# Jerry Winholtz
Jerry Elmer Winholtz (né le 5 août 1874 dans l'Iowa et mort le 16 juin 1962) est un lutteur sportif américain.

## Biographie
Jerry Winholtz obtient une médaille de bronze olympique, en 1904 à Saint Louis en poids mi-moyen.